# 実性寺
實性寺（じっしょうじ）は、東京都足立区にある浄土宗の寺院。

## 概要
1489年（延徳元年）、後北条氏の家臣の斉田頼康の開基である。寺名は頼康の戒名「實性院殿雲山暁空大居士」が由来である。
江戸幕府2代将軍徳川秀忠、3代将軍徳川家光が訪れており、寺紋に「三つ葉葵」を用いることが認められた寺である。
当寺では表千家流の茶の湯教場を兼ねており、本格の茶道を学ぶことができる。専用の茶室も何室か設けられている。

## 墓所
- 金杉清三郎（和算家）
- 金杉清好（和算家）
- 遠山由造（日本のクリーニング業の祖）

## 交通アクセス
- 東武伊勢崎線谷塚駅より徒歩24分（経路案内）。
- 東武伊勢崎線竹ノ塚駅より徒歩30分。